# Amid
V kemiji je amid ena od dveh vrst spojin:
- organska funkcionalna skupina, sestavljena iz karbonilne skupine (C=0), vezane na dušikov atom (N), ali spojina ki vsebuje to funkcionalno skupino; ali
- določena vrsta dušikovega aniona.

Amidi so najstabilnejša karbonilna funkcionalna skupina.
Amidi imajo lahko tudi ciklično obliko molekule. Pri ciklični obliki pa imajo drugačno ime - laktami